# Emanuel Celler

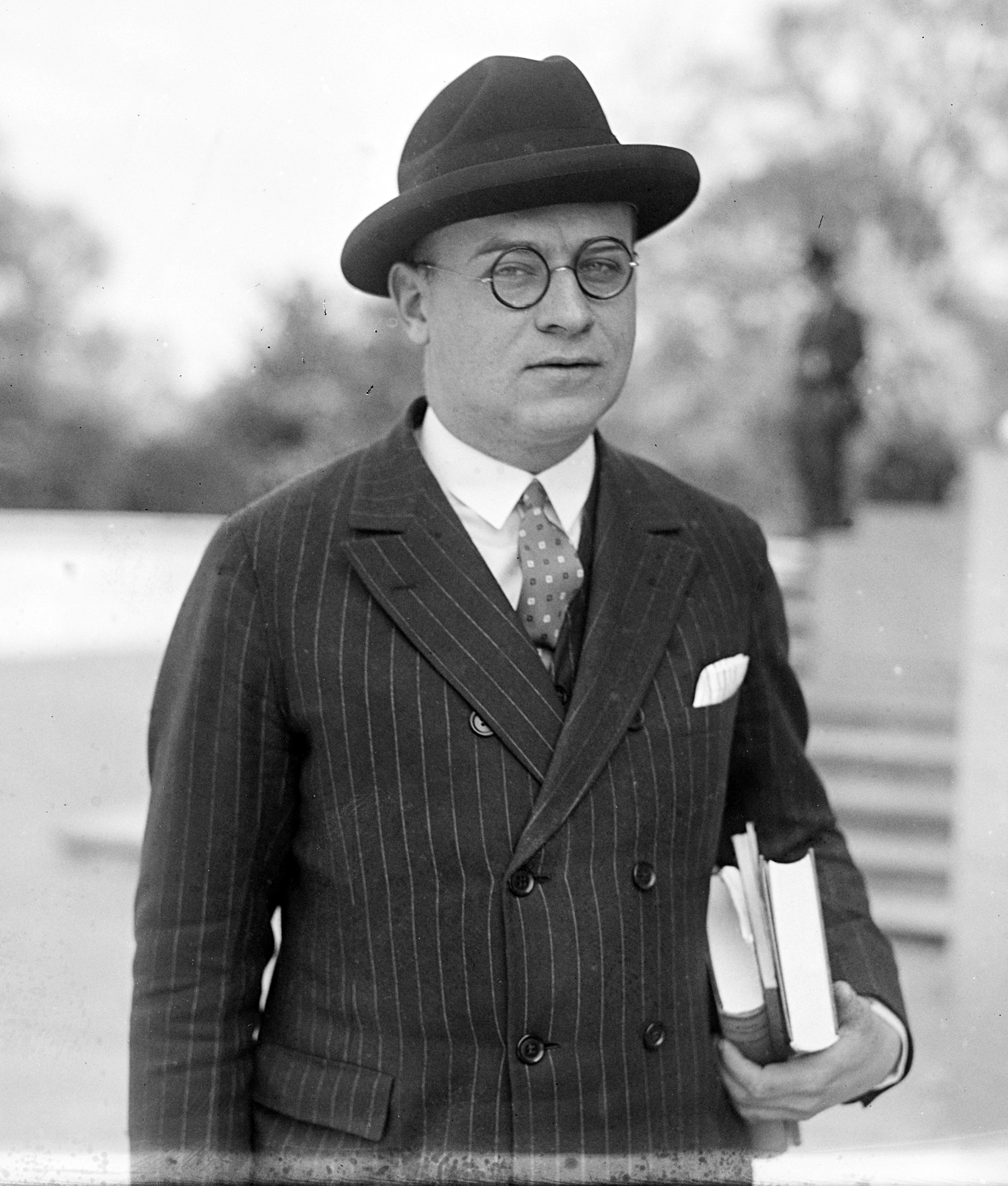
Emanuel Celler (1924)

Emanuel Celler (* 6. Mai 1888 in Brooklyn, New York; † 15. Januar 1981 in New York City) war ein US-amerikanischer Politiker. Zwischen 1923 und 1973 vertrat er den Bundesstaat New York im US-Repräsentantenhaus.

## Werdegang
Emanuel Celler besuchte die öffentlichen Schulen seiner Heimat. Im Jahr 1910 absolvierte er das Columbia College, die spätere Columbia University in New York City. Nach einem anschließenden Jurastudium an der Columbia Law School und seiner 1912 erfolgten Zulassung als Rechtsanwalt begann er in New York City in diesem Beruf zu arbeiten. Während des Ersten Weltkrieges gehörte er dem Einberufungsausschuss an. Politisch schloss er sich der Demokratischen Partei an. In den Jahren 1922 und 1932 nahm er an den regionalen Parteitagen der Demokraten für den Staat New York teil; zwischen 1942 und 1964 war er Delegierter zu allen Democratic National Conventions.
Bei den Kongresswahlen des Jahres 1922 wurde Celler im zehnten Wahlbezirk von New York in das US-Repräsentantenhaus in Washington, D.C. gewählt, wo er am 4. März 1923 die Nachfolge von Lester D. Volk antrat. Nach 24 Wiederwahlen konnte er bis zum 3. Januar 1973 insgesamt 25 Legislaturperioden im Kongress absolvieren. Dabei wechselte er mehrfach seinen Wahlbezirk. Bis 1945 vertrat er den zehnten, dann bis 1953 den 15., anschließend bis 1963 den elften und schließlich wieder den zehnten Distrikt seines Staates. Zwischen 1949 und 1953 sowie nochmals von 1955 bis 1973 leitete er den Justizausschuss. In seine 50-jährige Zeit als Kongressabgeordneter fielen unter anderem die Weltwirtschaftskrise, die New-Deal-Gesetze der Roosevelt-Regierung, der Zweite Weltkrieg, der Kalte Krieg, der Koreakrieg, der Vietnamkrieg und die Bürgerrechtsbewegung. 1935 wurden erstmals die Bestimmungen des 20. Verfassungszusatzes angewendet, wonach die Legislaturperiode des Kongresses jeweils am 3. Januar endet bzw. beginnt. In den Jahren kurz vor und während des Zweiten Weltkrieges forderte Celler eine Reform der Einwanderungspolitik, um es politisch Verfolgten einfacher zu machen, in die Vereinigten Staaten zu immigrieren. Das betraf vor allem die vom Holocaust bedrohten Menschen in Europa. Später war er auch ein politischer Gegner von Senator Joseph McCarthy und dessen Politik gegen sogenannte unamerikanische Umtriebe.
Im Jahr 1972 wurde Emanuel Celler von seiner Partei nicht mehr zur Wiederwahl nominiert. Nach dem Ende seiner Zeit im US-Repräsentantenhaus praktizierte er wieder als Anwalt. Außerdem kommentierte er als Gast zahlreicher Talkshows das politische Geschehen seiner Zeit. Zwischen 1973 und 1975 war er Mitglied einer Kommission zur Reform des Bundesgerichtswesens (Commission on Revision of the Federal Appellate Court System). Er starb am 15. Januar 1981 in Brooklyn.